# Purulhá
Purulhá est une ville du Guatemala dans le département de Baja Verapaz.